# Tàu ngầm

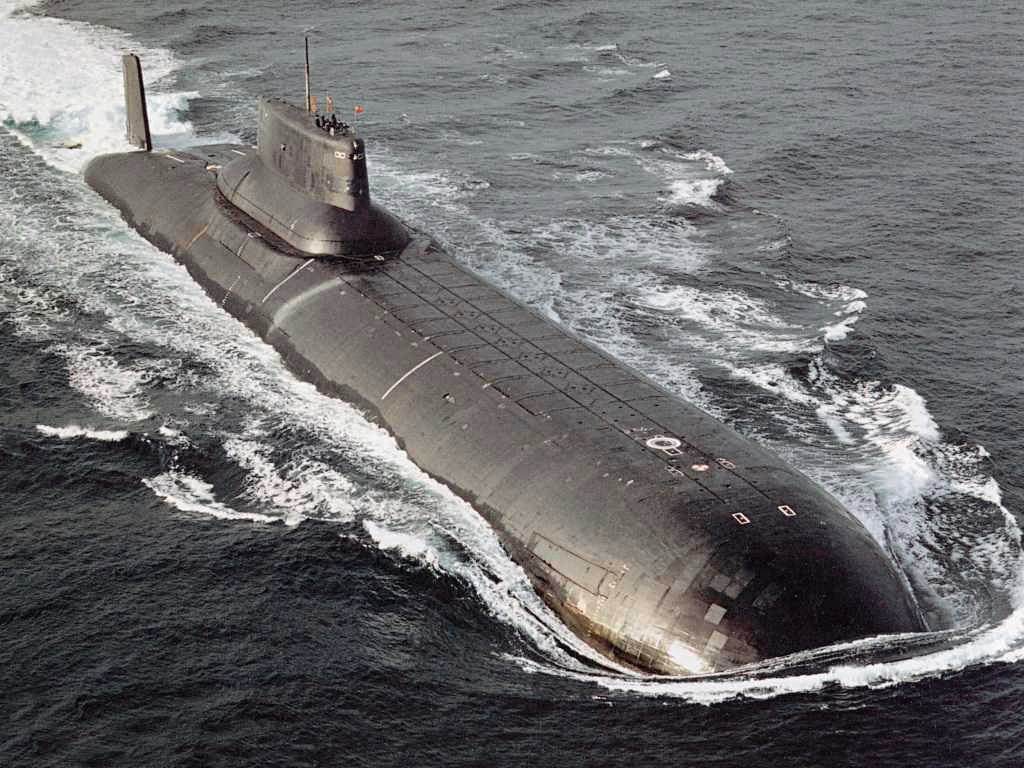
Một chiếc tàu ngầm Typhoon 3

Tàu ngầm hay tầu ngầm, còn gọi là tiềm thủy đĩnh, là một loại tàu đặc biệt hoạt động dưới nước. Nhiều quốc gia có lực lượng hải quân sử dụng tàu ngầm cho mục đích quân sự. Tàu ngầm cũng được sử dụng cho vận chuyển hàng hải và nghiên cứu khoa học ở đại dương cũng như ở vùng nước ngọt, giúp đạt tới độ sâu vượt quá khả năng lặn của con người.

## Lịch sử
Người ta đã coi Cornelis Drebbel, nhà vật lý, người phát minh ra nhiệt kế, sống ở cung vua Anh Jacques I và là thái phó của các hoàng tử và công chúa của quốc vương, là cha đẻ của tàu ngầm đầu tiên. Thực ra ông chỉ áp dụng các ý tưởng của nhà toán học Anh William Bourne, đưa ra từ năm 1578. Bourne cũng đã có ý tưởng về một cột buồm rỗng để thông gió. Đó là nguyên lý của ống thông hơi mãi sau này được trang bị cho các tàu ngầm của Đức kiểu XXI.
Năm 1624, Drebbel đã cho chế tạo một tàu ngầm có dạng quả trứng, bằng gỗ, được đẩy đi bởi mười hai người chèo thêm vào thủy thủ đoàn, mà ông đã thử trên sông Thames trước sự ngạc nhiên của mọi người.
Dường như Drebbel đã có ý tưởng tái sinh không khí trên tàu bằng con đường hóa học nhờ một dung dịch kiềm, vốn đã kích thích rất mạnh trí tò mò của nhà vật lý Robert Boyle (1627–1691). 

## Nguyên lý hoạt động

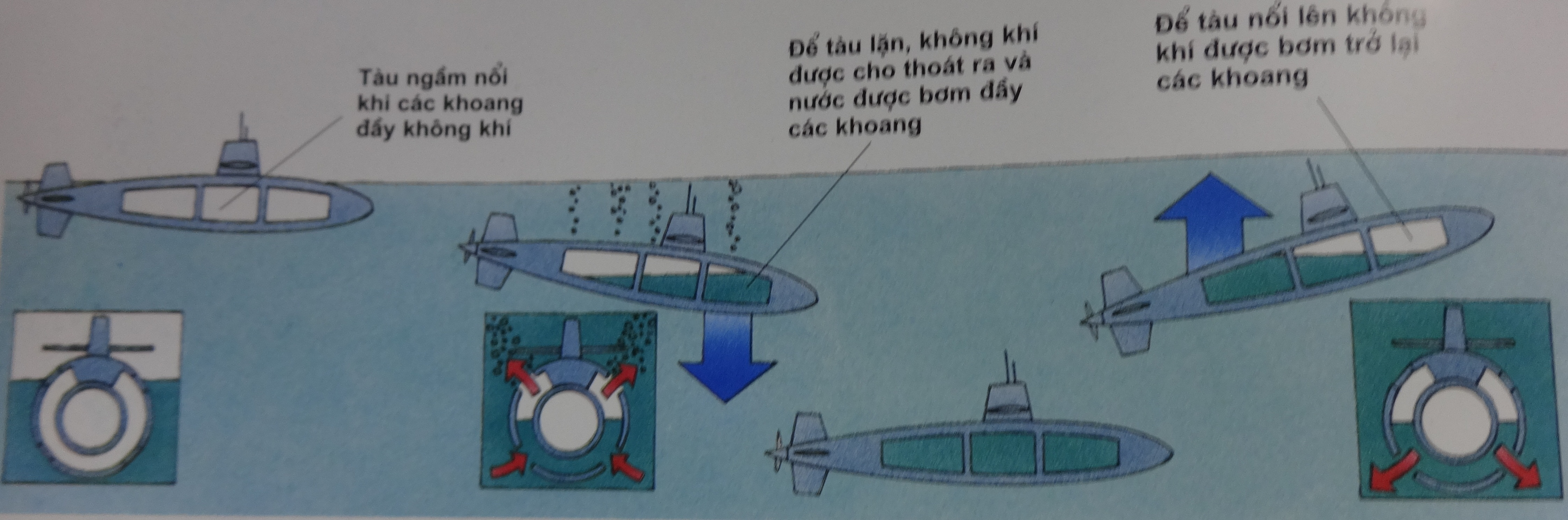
Nguyên lý lặn và nổi của tàu ngầm, ở giữa 2 lớp vỏ tàu là khoang chứa nước

Nguyên lý hoạt động của tàu ngầm dựa vào hai định luật cơ bản của Vật lý:
Định luật Ac-si-mét: Với bất cứ một vật nào chìm trong nước, đều chịu một lực đẩy, thẳng đứng, hướng lên trên và có độ lớn đúng bằng phần chất lỏng mà vật đang chiếm chỗ.
Định luật Pascal: Áp suất mà một bề mặt phải chịu tỉ lệ thuận cùng lực tác dụng lên bề mặt, tỉ lệ nghịch với diện tích bề mặt đó.
Đối với một tàu ngầm thông thường, có hai, lớp vỏ dày 70mm, lớp vỏ trong dày 80mm, dày hơn nhiều và cũng là lớp vỏ của khoang nhân viên, giữa hai lớp vỏ là khoang trống có chứa các giàn ép nước. Khi tàu nổi thì khoang giữa hai lớp vỏ này trống, khi muốn tàu lặn thì có một van phía trên sẽ mở, nước tràn vào khe giữa hai vỏ làm khối lượng tàu tăng lên, chìm xuống. Các giàn ép phía trong khoang giữa hai vỏ này có nhiệm vụ dồn không khí vào chiếm chỗ nước để tàu nổi lên.

## Duy trì chất lượng không khí
Có ba điều phải xảy ra để giữ cho không khí trong một chiếc tàu ngầm thở:

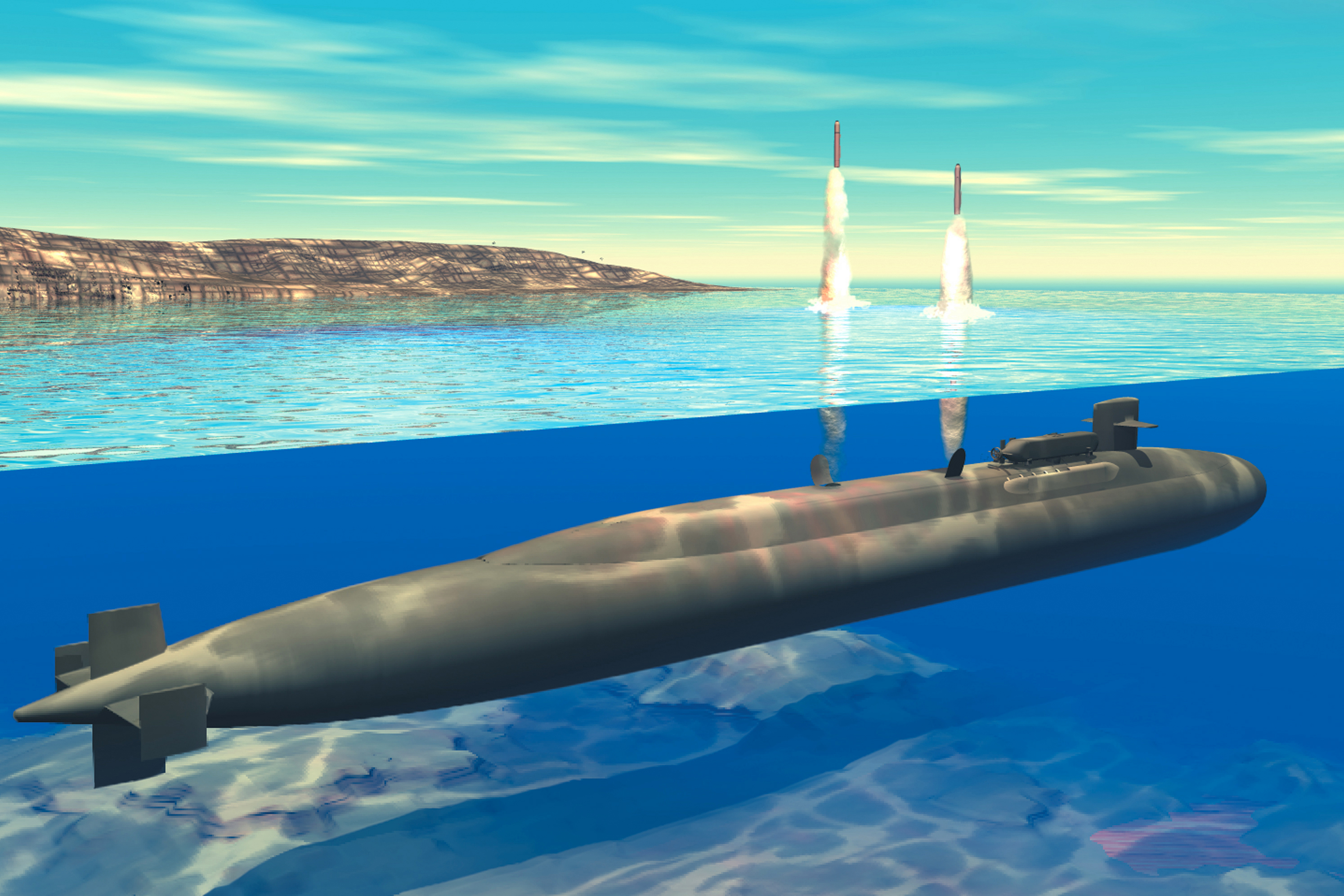
Hình vẽ tàu ngầm quân sự loại Ohio đang phóng tên lửa Trident ICBM.

Oxy phải được bổ sung lượng như đã được tiêu thụ. Nếu tỷ lệ oxy trong không khí giảm quá thấp, thủy thủ sẽ bị ngộp thở. Carbon dioxide phải được loại bỏ từ không khí. Khi nồng độ tăng carbon dioxide, nó trở thành một chất độc. Độ ẩm từ hơi thở của chúng ta phải được loại bỏ. Oxy được cung cấp hoặc từ bồn áp lực, một máy tạo oxy (mà có thể tao oxy từ điện phân nước) hoặc một số loại "ống đựng oxy" mà giải phóng khí oxi bằng một phản ứng hóa học. Oxygen hoặc là được tạo ra liên tục qua một hệ thống máy tính có thể bù lại lượng oxy trong tàu ngầm, hoặc nó được cung cấp định kỳ theo ngày.
Carbon dioxide có thể được loại bỏ từ không khí bằng cách sử dụng soda (sodium hydroxide và calcium hydroxide). Các carbon dioxide sẽ được giữ lại trong vôi soda bởi một phản ứng hóa học và loại bỏ. Phản ứng tương tự khác có thể thực hiện cùng một mục đích.
Độ ẩm có thể được loại bỏ bằng một máy hút ẩm hoặc bằng hóa chất. Điều này ngăn không cho ngưng tụ hơi nước trên các bức tường và các thiết bị bên trong con tàu. Ngoài ra, các loại khí khác như carbon monoxide hoặc hydrogen, được tạo ra bởi thiết bị và thuốc lá, có thể được loại bỏ bằng cách nhiệt. Cuối cùng, bộ lọc được sử dụng để loại bỏ các hạt bụi bẩn và bụi từ không khí.

## Duy trì cung cấp nước ngọt
Hầu hết các tàu ngầm có một bộ máy chưng cất có thể biến nước biển thành nước ngọt. Nhà máy chưng cất làm nóng nước biển để tạo hơi nước, loại bỏ cát muối, và sau đó làm mát hơi nước vào bể thu nước sạch. Nhà máy chưng cất trên một số tàu ngầm có thể sản xuất 10.000 đến 40.000 gallon (38.000 - 150.000 lít) nước ngọt mỗi ngày. Nước này được sử dụng chủ yếu để làm mát thiết bị điện tử (như máy tính và thiết bị dẫn đường) và hỗ trợ cho các thuyền viên (ví dụ, uống, nấu ăn và vệ sinh cá nhân).